# Brit Awards 2007
Les Brit Awards 2007 ont lieu le 15 février 2007 à l'Earls Court Exhibition Centre à Londres. Il s'agit de la 27e cérémonie des Brit Awards, présentée par Russell Brand et diffusée en direct à la télévision sur la chaîne ITV.
Pour la première fois depuis les Brit Awards 1989, la cérémonie est retransmise en direct avec cependant un retard de la diffusion de 30 secondes afin de pouvoir censurer les écarts de langage,. Malgré tout, la chaîne ITV a reçu des plaintes de téléspectateurs qui n'avaient pas apprécié les blagues du présentateur Russell Brand au sujet de la reine Élisabeth II ou des soldats britanniques engagés en Irak.
Trois prix ne sont plus attribués : meilleur artiste britannique de musique urbaine, meilleur groupe de rock britannique et meilleur artiste pop.

## Interprétations sur scène
Plusieurs chansons sont interprétées lors de la cérémonie :
- Scissor Sisters : I Don't Feel Like Dancin'
- Snow Patrol : Chasing Cars
- Amy Winehouse: Rehab
- The Killers : When You Were Young
- Take That : Patience (en)
- Red Hot Chili Peppers : Dani California
- Corinne Bailey Rae : Put Your Records On
- Oasis : Cigarettes & Alcohol / The Meaning of Soul / Morning Glory / Don't Look Back in Anger / Rock 'n' Roll Star

## Palmarès
Les lauréats apparaissent en caractères gras.

### Meilleur album britannique
- Whatever People Say I Am, That's What I'm Not de Arctic Monkeys
  - Alright, Still de Lily Allen
  - Black Holes and Revelations de Muse
  - Eyes Open de Snow Patrol
  - Back to Black d'Amy Winehouse

### Meilleur single britannique
- Patience (en) de Take That
  - Fill My Little World de The Feeling
  - America de Razorlight
  - Chasing Cars de Snow Patrol
  - All Time Love de Will Young

- Smile de Lily Allen
- Put Your Records On de Corinne Bailey Rae
- She Moves in Her Own Way de The Kooks
- A Moment Like This de Leona Lewis
- You Give Me Something de James Morrison
- I Wish I Was a Punk Rocker (With Flowers in My Hair) de Sandi Thom

Note : Le vainqueur est désigné par un vote en direct des téléspectateurs parmi les cinq nommés en haut de cette liste, les six autres nommés ayant été précédemment éliminés après un vote des auditeurs de plusieurs radios britanniques,.

### Meilleur artiste solo masculin britannique
- James Morrison
  - Jarvis Cocker
  - Lemar
  - Paolo Nutini
  - Thom Yorke

### Meilleure artiste solo féminine britannique
- Amy Winehouse
  - Lily Allen
  - Corinne Bailey Rae
  - Jamelia
  - Nerina Pallot

### Meilleur groupe britannique
- Arctic Monkeys
  - Kasabian
  - Muse
  - Razorlight
  - Snow Patrol

### Révélation britannique
- The Fratellis
  - Lily Allen
  - Corinne Bailey Rae
  - The Kooks
  - James Morrison

Note : Le vainqueur est désigné par un vote des auditeurs de BBC Radio 1.

### Meilleur artiste britannique sur scène
- Muse
  - Guillemots
  - Kasabian
  - George Michael
  - Robbie Williams

Note : le vainqueur est désigné par un vote des auditeurs de BBC Radio 2.

### Meilleur album international
- Sam's Town de The Killers
  - Modern Times de Bob Dylan
  - St. Elsewhere de Gnarls Barkley
  - Ta-Dah de Scissor Sisters
  - FutureSex/LoveSounds de Justin Timberlake

### Meilleur artiste solo masculin international
- Justin Timberlake
  - Beck
  - Bob Dylan
  - Jack Johnson
  - Damien Rice

### Meilleure artiste solo féminine internationale
- Nelly Furtado
  - Christina Aguilera
  - Beyoncé
  - Cat Power
  - Pink

### Meilleur groupe international
- The Killers
  - The Flaming Lips
  - Gnarls Barkley
  - Red Hot Chili Peppers
  - Scissor Sisters

### Révélation internationale
- Orson
  - Gnarls Barkley
  - Ray Lamontagne
  - The Raconteurs
  - Wolfmother

Note : le vainqueur est désigné par un vote des téléspectateurs de MTV.

### Contribution exceptionnelle à la musique
- Oasis

## Artistes à nominations multiples
- 4 nominations :
  - Lily Allen

- 3 nominations :
  - Corinne Bailey Rae
  - Gnarls Barkley
  - James Morrison
  - Muse
  - Snow Patrol

- 2 nominations :
  - Arctic Monkeys
  - Bob Dylan
  - Kasabian
  - The Killers
  - Razorlight
  - Scissor Sisters
  - Justin Timberlake
  - Amy Winehouse

## Artistes à récompenses multiples
- 2 récompenses :
  - Arctic Monkeys
  - The Killers